# Show da Fé
Show  da Fé è un programma televisivo brasiliano presentato da R. R. Soares, della Chiesa Internazionale della Grazia di Dio. Ha come produttore esecutivo la giornalista Graziela Guerra. Vai in onda dal lunedì al sabato in prima serata su Rede Bandeirantes.